# Найкращий тиждень мого життя (телесеріал)
«Найкращий тиждень мого життя» — український комедійний телесеріал розповідає про найабсурдніші життєві ситуації, які можуть статися з молодятами напередодні весілля.

## Сюжет
Закохані Ольга та Ігор мають за тиждень одружитися. Вони вирішують до весілля пожити в батьків нареченої. Весільна колотнеча – досить відома ситуація багатьом. Ігор – вродливий юнак, хороший кондитер. Однак його спроби сподобатися батькам нареченої – тестю-генералу та іншим родичам – обертаються проти нього. Низка невдалих пригод частенько ставить його у незручне становище, а з комічних ситуацій, в які він потрапляє, йому не завжди вдається вийти переможцем.
Стрічка-комедія – це ремейк на відомий британський фільм «Найгірший тиждень мого життя», що вийшов у прокат у 2004 році та йшов упродовж трьох сезонів і отримав схвальні відгуки глядачів та кінокритиків.  Головну чоловічу роль зіграв актор Костянтин Октябрський, жіночу виконала Катерина Вострикова. Режисер – Семен Горов.
Чудовий комедійний серіал для всієї родини, веселий, багато легкого іскрометного гумору.

## У ролях
- Костянтин Октябрський – Ігор
- Катерина Вострикова – Оля
- Володимир Горянський – Віктор Сергійович
- Ольга Сумська – Анастасія Валеріївна
- Володимир Ніколаєнко – Толік
- Леся Самаєва – Світу
- Ніна Антонова – бабуся
- Андрій Кронглевскій – Денис
- Денис Мартинов – Артем
- Юрій Горбунов – Валентин
- Катерина Рубашкіна – Віка
- Євгенія М'якенька – Тамара
- Дмитро Оськін – Олександр Давидович
- Ольга Радчук – Ірина ЗАГС
- Ксенія Хижняк – Люба
- Володимир Ращук – Гліб
- Катерина Кістень – Тітка Рая
- Віктор Цекало – Шапіро
- Стася Ровинская – Аня

## Знімальна група
Продюсери:
- Олександр Ткаченко – генеральний продюсер
- Олена Васильєва
- Антон Лірник
- Надія Мирна – виконавчий продюсер
- Сергій Чудаєв – виконавчий продюсер
- Тетяна Кондратюк – креативний продюсер
- Сергій Лущик – креативний продюсер

Автори сценарію:
- Антон Лірник
- Микита Глущенко
- Сергій Лущик
- Галуст Мазманян

Режисер:
- Семен Горов

Композитор:
- Сергій Могилевський

Оператор:
- Денис Свояк

Художник:
- Анна Присич – постановник
- Ірина Гергель – по костюмах
- Віктор Кулішов – по декораціях

Монтажери:
- Сергій Тузюк
- Шота Гамісонія
- Дмитро Станев